# Hochturm
Hochturm är ett berg i Österrike.   Det ligger i distriktet Leoben och förbundslandet Steiermark, i den östra delen av landet, 130 km sydväst om huvudstaden Wien. Toppen på Hochturm är 2 081 meter över havet, eller 505 meter över den omgivande terrängen. Bredden vid basen är 7,5 km.
Terrängen runt Hochturm är kuperad åt sydost, men åt nordväst är den bergig. Närmaste större samhälle är Leoben, 18,7 km söder om Hochturm. 
I omgivningarna runt Hochturm växer i huvudsak blandskog. Runt Hochturm är det ganska tätbefolkat, med 60 invånare per kvadratkilometer.